# Kigoma
För andra betydelser, se Kigoma (olika betydelser).
Kigoma är en stad i nordvästra Tanzania och är den administrativa huvudorten för regionen med samma namn. Den är den näst största staden vid Tanganyikasjön, efter Bujumbura i Burundi. Staden har järnvägsförbindelse österut med bland annat Tabora, Dodoma och Dar es-Salaam och är dessutom en viktig knutpunkt för sjöfarten på Tanganyikasjön. Om man bortser från den maritima gränsen mot Kongo-Kinshasa, över Tanganyikasjön, så utgör Kigoma det västligaste området på Tanzanias fastland.

## Ujiji

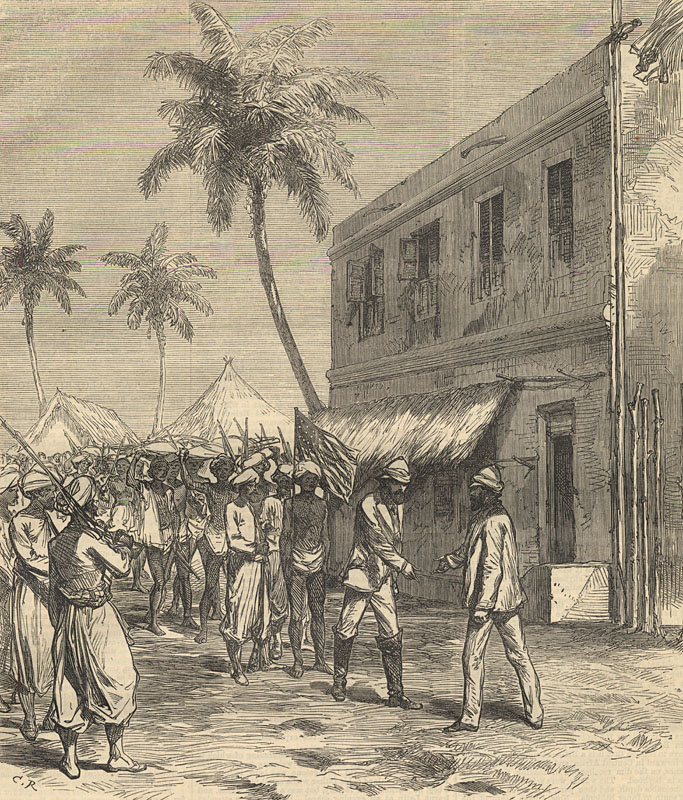
Mötet mellan Henry Morton Stanley och David Livingstone i Ujiji 1871

Ujiji är den plats där det berömda mötet mellan Henry Morton Stanley och David Livingstone ägde rum 1871. Platsen är numera en del av Kigoma och är belägen i den södra delen av staden. 

Ujiji var under 1800-talet startpunkten för slav- och elfenbensrutten som avslutades vid Bagamoyo vid Indiska oceanens strand där slavarna skeppades vidare till Zanzibars slavmarknad. Tanzania nominerade Slav- och elfenbenshandelns centrala vägar till Unescos lista av tentativa världsarv 2006.

## Klimat
Kigoma är beläget på 830 meters höjd har ett tropiskt och fuktigt klimat. Klimatet under året skiftar i staden, men oftast ligger temperaturen mellan 20°C och 26°C. Den kallaste månaden är juli med en medeltemperatur på 23°C och den varmaste är oktober med en medeltemperatur på 25°C. Staden har en regnperiod från november till april, och en torrare period från juni till september.

## Demografi
I staden finns det fler kvinnor än män. 51.6 procent av invånarna är kvinnor, och 48.4 procent är män.

## Stad och distrikt
Kigoma är ett av regionens sex distrikt, Kigoma stad (engelska Kigoma Urban, swahili Kigoma Mjini). Distriktet har en beräknad folkmängd av 258 041 invånare 2009 på en yta av 250,48 km², och är indelad i tretton mindre administrativa enheter som kallas shehia. Kigoma beräknas vara en av de snabbast växande städerna i Tanzania, med en ökning på 8,45 % mellan åren 2008 och 2009.
Kigomas sammanhängande, urbaniserade område består av nio hela shehia samt delar av distriktets resterande fyra. Området hade 131 792 invånare vid folkräkningen 2002, vilket motsvarade 91,36 % av distriktets totala invånarantal.

## Transport
Kigomas hamn är en av de mest trafikerade hamnarna i Afrika. Kajen i hamnen är utrustad med flera lyftkranar för att lätt kunna lasta av och på containrar. Flera vägar går från staden till andra städer och länder. Det går vägar till exempelvis Burundi i norr och till Sumbawanga i sydost.
Staden har tågförbindelse med flera städer sedan 1915 när Kigoma fortfarande tillhörde Tyska Östafrika. Kigoma Airport ligger i staden, med destinationer till bland annat Dar es-Salaam och Bujumbura. Flygplatsen byggdes år 1954.